# The Lynbrook Tragedy
The Lynbrook Tragedy è un cortometraggio del 1914 diretto da Kenean Buel e interpretato da Alice Joyce e Tom Moore.

## Trama
Ruth cerca di aiutare suo padre, diventato un relitto umano dopo il suo amore infelice per Vivian Gregg, famosa stella del teatro. L'uomo vuole vendicarsi e uccidere l'attrice. Costei è innamorata di Mitchell, un giovane commediografo fidanzato con Ruth. Quando Malloy cerca di sparare a Vivian, Ruth riesce a fermarlo. Mitchell, che aveva lasciato la fidanzata per diventare l'amante dell'attrice, apre gli occhi e si rende conto che stava anche lui per seguire il destino di Malloy e che sarebbe diventato un disperato senza futuro. Per la prima volta, Vivian si rende conto di essersi comportata in maniera infame: innamorata veramente di Mitchell, si rifugia in libreria. Ruth, Mitchell e Malloy sentono uno sparo: nella stanza trovano Vivian morta.

## Produzione
Il film in due rulli, fu prodotto dalla Kalem Company-

## Distribuzione
Il film venne distribuito nelle sale il 26 ottobre 1914 dalla General Film Company.

### Critica
Trama e critica su Stanford University